# ゆりにゃ
ゆりにゃ（1999年11月28日 - ）は、日本の女性YouTuber。TikToker。インフルエンサー。

## 来歴
小学6年生の頃からニコニコ動画で“踊ってみた”の動画を投稿。2015年、新宿区立新宿中学校を卒業し、東京都立新宿山吹高等学校へ入学。コスプレイヤーとしてコミックマーケットに参加中にテレビ番組「月曜から夜ふかし」のインタビューを受けて知名度を上げた。
2024年、アイドルオーディションを開催。2025年5月13日、グループ名とメンバーが発表された。
境界性パーソナリティ障害と診断されている。

### 不祥事
2023年9月、Instagramのゆりにゃのアカウントで、問題のあるLINEアカウントを紹介する。同アカウントで、当時交際相手のたいちが謝罪した。これは「株式会社Tマネー」を名乗る詐欺企業からPR案件を受けて紹介しており、たいちは詐欺だと気づかずたいちの独断でやっており金銭も貰っていないことを説明して謝罪した。
2025年8月1日、公私にわたるパートナーであった斎藤太一が、自身がプロデュースを手がける「Pretty Chuu」の所属メンバーである天宮しゅなを妊娠させた、という情報がSNS上で発信されたことについて、「当人同士に確認を取ったところ、内容は概ね事実であることがわかった」と明らかにした。8月3日、齊藤太一について、「不適切な行動が見られた」として、「Pretty Chuu」運営から除外することを発表。また、天宮しゅなについて、本人からの申し入れにより「Pretty Chuu」を脱退することを明らかにした。齊藤は不貞行為については認めたものの、不同意性交その他の性加害に関しては事実無根だとして否定し、「双方の同意に基づく行為であった」と主張した。

## 出演

### 2023年
- KANSAI COLLECTION 2023 S／S（3月4日）[9]
- KANSAI COLLECTION 2023 AUTUMN＆WINTER（8月6日）[10]